# Chennai Open 2001 - Qualificazioni singolare
Le qualificazioni del singolare  del Chennai Open 2001 sono state un torneo di tennis preliminare per accedere alla fase finale della manifestazione. I vincitori dell'ultimo turno sono entrati di diritto nel tabellone principale. In caso di ritiro di uno o più giocatori aventi diritto a questi sono subentrati i lucky loser, ossia i giocatori che hanno perso nell'ultimo turno ma che avevano una classifica più alta rispetto agli altri partecipanti che avevano comunque perso nel turno finale.
Le qualificazioni del torneo Chennai Open 2001 prevedevano 32 partecipanti di cui 4 sono entrati nel tabellone principale.

## Teste di serie
1. Cyril Saulnier (Qualificato)
2. Nikolaj Davydenko (Qualificato)
3. Laurence Tieleman (ultimo turno)
4. Tomas Behrend (secondo turno)

1. Oliver Gross (primo turno)
2. Arvind Parmar (secondo turno)
3. Michael Russell (primo turno)
4. Martin Lee (secondo turno)

## Qualificati
1. Cyril Saulnier
2. Nikolaj Davydenko

1. Lionel Roux
2. Kristian Pless

## Tabellone

### Legenda
| - Q = Qualificato - WC = Wild card - LL = Lucky loser | - ALT = Alternate - SE = Special Exempt - PR = Protected Ranking | - w/o = Walkover - r = Ritirato - d = Squalificato |

### Sezione 1
|  | Primo turno     | Primo turno     | Primo turno   | Primo turno | Primo turno |  |  | Secondo turno | Secondo turno  | Secondo turno | Secondo turno | Secondo turno |   |   | Ultimo turno | Ultimo turno   | Ultimo turno   | Ultimo turno | Ultimo turno |  |
|  |                 |                 |               |             |             |  |  |               |                |               |               |               |   |   |              |                |                |              |              |  |
|  | 1               | Cyril Saulnier  | 4             | 6           | 6           |  |  |               |                |               |               |               |   |   |              |                |                |              |              |  |
|  |                 | Robin Vik       | 6             | 4           | 2           |  |  | 1             | Cyril Saulnier | 7             | 4             | 6             |   |   |              |                |                |              |              |  |
|  | Barry Cowan     | Barry Cowan     | Barry Cowan   | 6           | 7           |  |  |               | Barry Cowan    | 63            | 6             | 1             |   |   |              |                |                |              |              |  |
|  | Harsh Mankad    | Harsh Mankad    | Harsh Mankad  | 4           | 63          |  |  |               |                |               |               |               |   |   | 1            | Cyril Saulnier | Cyril Saulnier | 7            | 6            |  |
|  | Vadim Kucenko   | Vadim Kucenko   | 3             | 6           | 7           |  |  |               |                |               | Vadim Kucenko | Vadim Kucenko | 6 | 4 |              |                |                |              |              |  |
|  | Jonathan Erlich | Jonathan Erlich | 6             | 3           | 65          |  |  |               | Vadim Kucenko  | Vadim Kucenko | 7             | 7             |   |   |              |                |                |              |              |  |
|  | 6               | Arvind Parmar   | Arvind Parmar | 6           | 6           |  |  | 6             | Arvind Parmar  | Arvind Parmar | 63            | 64            |   |   |              |                |                |              |              |  |
|  |                 | Rishi Sridhar   | Rishi Sridhar | 4           | 2           |  |  |               |                |               |               |               |   |   |              |                |                |              |              |  |

### Sezione 2
|  | Primo turno    | Primo turno       | Primo turno       | Primo turno | Primo turno |  |  | Secondo turno | Secondo turno     | Secondo turno     | Secondo turno | Secondo turno |   |   | Ultimo turno | Ultimo turno      | Ultimo turno      | Ultimo turno | Ultimo turno |  |
|  |                |                   |                   |             |             |  |  |               |                   |                   |               |               |   |   |              |                   |                   |              |              |  |
|  | 2              | Nikolaj Davydenko | Nikolaj Davydenko | 7           | 2           |  |  |               |                   |                   |               |               |   |   |              |                   |                   |              |              |  |
|  |                | Ota Fukárek       | Ota Fukárek       | 65          | 2r          |  |  | 2             | Nikolaj Davydenko | Nikolaj Davydenko | 6             | 6             |   |   |              |                   |                   |              |              |  |
|  | Eyal Ran       | Eyal Ran          | Eyal Ran          | 6           | 7           |  |  |               | Eyal Ran          | Eyal Ran          | 4             | 2             |   |   |              |                   |                   |              |              |  |
|  | Sergej Krotjuk | Sergej Krotjuk    | Sergej Krotjuk    | 2           | 5           |  |  |               |                   |                   |               |               |   |   | 2            | Nikolaj Davydenko | Nikolaj Davydenko | 6            | 6            |  |
|  | Jurij Ščukin   | Jurij Ščukin      | Jurij Ščukin      | 6           | 6           |  |  |               |                   |                   | Jurij Ščukin  | Jurij Ščukin  | 2 | 2 |              |                   |                   |              |              |  |
|  | Rik De Voest   | Rik De Voest      | Rik De Voest      | 4           | 0           |  |  | Jurij Ščukin  | Jurij Ščukin      | Jurij Ščukin      | 6             | 6             |   |   |              |                   |                   |              |              |  |
|  |                | Oleg Ogorodov     | 6                 | 3           | 6           |  |  | Oleg Ogorodov | Oleg Ogorodov     | Oleg Ogorodov     | 4             | 3             |   |   |              |                   |                   |              |              |  |
|  | 5              | Oliver Gross      | 3                 | 6           | 3           |  |  |               |                   |                   |               |               |   |   |              |                   |                   |              |              |  |

### Sezione 3
|  | Primo turno   | Primo turno          | Primo turno          | Primo turno | Primo turno |  |  | Secondo turno | Secondo turno     | Secondo turno     | Secondo turno | Secondo turno |   |   | Ultimo turno | Ultimo turno      | Ultimo turno      | Ultimo turno | Ultimo turno |  |
|  |               |                      |                      |             |             |  |  |               |                   |                   |               |               |   |   |              |                   |                   |              |              |  |
|  | 3             | Laurence Tieleman    | Laurence Tieleman    | 6           | 7           |  |  |               |                   |                   |               |               |   |   |              |                   |                   |              |              |  |
|  |               | Aisam-ul-Haq Qureshi | Aisam-ul-Haq Qureshi | 2           | 65          |  |  | 3             | Laurence Tieleman | Laurence Tieleman | 6             | 7             |   |   |              |                   |                   |              |              |  |
|  | Petr Kralert  | Petr Kralert         | Petr Kralert         | 6           | 6           |  |  |               | Petr Kralert      | Petr Kralert      | 2             | 6             |   |   |              |                   |                   |              |              |  |
|  | Kamala Kannan | Kamala Kannan        | Kamala Kannan        | 3           | 2           |  |  |               |                   |                   |               |               |   |   | 3            | Laurence Tieleman | Laurence Tieleman | 2            | 3            |  |
|  | Vishal Uppal  | Vishal Uppal         | 65                   | 7           | 6           |  |  |               |                   |                   | Lionel Roux   | Lionel Roux   | 6 | 6 |              |                   |                   |              |              |  |
|  | Vijay Kannan  | Vijay Kannan         | 7                    | 5           | 4           |  |  | Vishal Uppal  | Vishal Uppal      | 2                 | 7             | 2             |   |   |              |                   |                   |              |              |  |
|  |               | Lionel Roux          | Lionel Roux          | 7           | 6           |  |  | Lionel Roux   | Lionel Roux       | 6                 | 6             | 6             |   |   |              |                   |                   |              |              |  |
|  | 7             | Michael Russell      | Michael Russell      | 68          | 4           |  |  |               |                   |                   |               |               |   |   |              |                   |                   |              |              |  |

### Sezione 4
|  | Primo turno       | Primo turno       | Primo turno       | Primo turno | Primo turno |  |  | Secondo turno | Secondo turno    | Secondo turno  | Secondo turno  | Secondo turno  |   |   | Ultimo turno     | Ultimo turno     | Ultimo turno     | Ultimo turno | Ultimo turno |  |
|  |                   |                   |                   |             |             |  |  |               |                  |                |                |                |   |   |                  |                  |                  |              |              |  |
|  | 4                 | Tomas Behrend     | 3                 | 6           | 6           |  |  |               |                  |                |                |                |   |   |                  |                  |                  |              |              |  |
|  |                   | Mosè Navarra      | 6                 | 2           | 1           |  |  | 4             | Tomas Behrend    | 6              | 3              | 4              |   |   |                  |                  |                  |              |              |  |
|  | František Čermák  | František Čermák  | František Čermák  | 7           | 6           |  |  |               | František Čermák | 3              | 6              | 6              |   |   |                  |                  |                  |              |              |  |
|  | Dmitrij Tomaševič | Dmitrij Tomaševič | Dmitrij Tomaševič | 64          | 3           |  |  |               |                  |                |                |                |   |   | František Čermák | František Čermák | František Čermák | 3            | 64           |  |
|  | Kristian Pless    | Kristian Pless    | Kristian Pless    | 6           | 6           |  |  |               |                  | Kristian Pless | Kristian Pless | Kristian Pless | 6 | 7 |                  |                  |                  |              |              |  |
|  | Johan Landsberg   | Johan Landsberg   | Johan Landsberg   | 3           | 3           |  |  |               | Kristian Pless   | 2              | 6              | 6              |   |   |                  |                  |                  |              |              |  |
|  | 8                 | Martin Lee        | 7                 | 3           | 7           |  |  | 8             | Martin Lee       | 6              | 3              | 2              |   |   |                  |                  |                  |              |              |  |
|  |                   | Viktor Bruthans   | 5                 | 6           | 5           |  |  |               |                  |                |                |                |   |   |                  |                  |                  |              |              |  |